# 本溪站
本溪站位于中华人民共和国辽宁省本溪市平山区，是沈丹铁路、辽溪铁路、溪田铁路、沈丹客运专线上的火车站，建于1907年，新站房于2013年12月6日启用，2015年9月1日开通高铁客运业务，由沈阳铁路局管辖。

## 歷史
- 建于1907年。
- 2013年12月6日新站房启用。

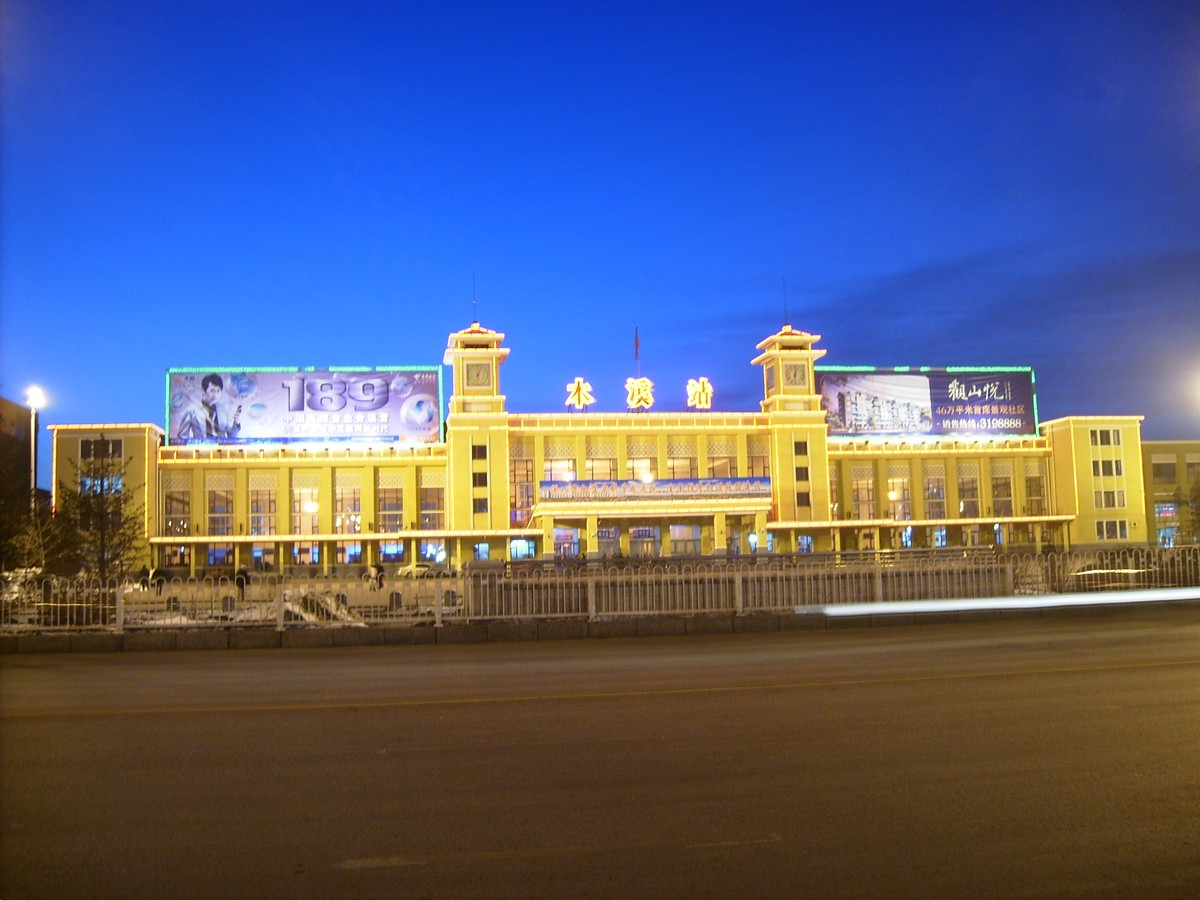
本溪火車站旧站楼

- 2015年9月1日沈丹客运专线通车，开通高铁客运业务。

## 車站周邊
- 汉庭酒店本溪火车站店
- 本溪市第一中学
- 本溪市人力资源和社会保障局
- 本溪市中心医院
- 本溪饭店
- 本溪市财政局
- 本溪明珠大酒店

## 外部連結
- 中国铁路客户服务中心 （页面存档备份，存于）